# Dudley Pound
Sir Alfred Dudley Pickman Rogers Pound (ur. 29 sierpnia 1877 w Ventnor, zm. 21 października 1943 w Londynie) – brytyjski admirał (Admiral of the Fleet), w latach 1939–1943 głównodowodzący brytyjskiej marynarki Royal Navy.

## Dzieciństwo i młodość
Pound urodził się w 1877 roku na wyspie Wight w Anglii. Jego ojciec był adwokatem, a matka – Amerykanką pochodzącą z Bostonu. Ze strony matki pochodził od Dudleya Leavitta Pickmana. Ukończył Fonthill School w mieście East Grinstead.

## Kariera wojskowa
W 1891 roku Pound zaciągnął się do Royal Navy jako kadet Britannia Royal Naval College w Dartmouth. Szybko awansował.

### I wojna światowa
Podczas I wojny światowej, w 1916 roku objął dowództwo pancernika HMS „Colossus”, który podczas bitwy jutlandzkiej zatopił dwa niemieckie krążowniki.

### Okres międzywojenny
Po wojnie zajmował różne stanowiska w dziale planowania Royal Navy a w 1922 roku został Dyrektorem Działu Planowania. Pod koniec lat 20. został głównym oficerem sztabu Floty Śródziemnomorskiej, obejmując w 1929 roku dowództwo nad Dywizjonem Krążowników. W 1932 roku otrzymał awans na Drugiego Lorda Morskiego. W 1935 został szefem sztabu Floty Śródziemnomorskiej, a następnie w latach 1936–1939 jej głównodowodzącym. Kierował działaniami brytyjskiej marynarki podczas arabskiego powstania w Palestynie (1936–1939).
31 lipca 1939 roku Pound otrzymał awans na Pierwszego Lorda Morskiego. W momencie przyjęcia nominacji Pound był świadomy złego stanu własnego zdrowia. Jego lekarz zataił przed Admiralicją fakt, że Pound miał guz mózgu. Cierpiał również na zwyrodnienie stawu biodrowego, co zmuszało go do spania w pozycji siedzącej. Okres jego kierownictwa w Admiralicji jest bardzo kontrowersyjny: wielu admirałów i kapitanów oskarżało go o liczne błędy i zaniedbania. Do najpoważniejszego sporu doszło z admirałem Johnem Toveyem, dowódcą Home Fleet.

### II wojna światowa
Wybuch II wojny światowej zmusił Pounda do zaangażowania brytyjskiej marynarki w liczne zadania bojowe. Został z łatwością zdominowany przez premiera Winstona Churchilla. Zdołał jednak zachować własne zdanie i zdrowy rozsądek. Udaremnił plany Churchilla wysłania na początku wojny brytyjskich okrętów na Morze Bałtyckie. Pound zdawał sobie sprawę z zagrożenia, jakie stanowią dla Wielkiej Brytanii niemieckie U-Booty, dlatego koncentrował uwagę swojego sztabu na opracowaniu skutecznej taktyki walki z okrętami podwodnymi. Dzięki temu zaangażowaniu stało się możliwe zwycięstwo w bitwie o Atlantyk (1939–1945). Jego najbardziej kontrowersyjnym rozkazem było polecenie rozproszenia konwoju PQ-17.
W lipcu 1943 roku zmarła jego żona, a 21 października – on sam. Prochy obojga rozrzucono na morzu.

## Awanse
- midszypmen (Midshipman) – 1891
- porucznik marynarki (Sub-Lieutenant)
- kapitan marynarki (Lieutenant)
- komandor podporucznik (Lieutenant Commander)
- komandor porucznik (Commander) – 30.06.1909
- komandor (Captain) – 31.12.1914
- komodor (Commodore)
- kontradmirał (Rear-Admiral) – 1.03.1926
- wiceadmirał (Vice-Admiral) – 15.05.1930
- admirał (Admiral) – 16.01.1935
- admirał floty (Admiral of the Fleet) – 31.07.1939

## Odznaczenia
| - Wyróżnienie w Sprawozdaniu (1916) - Gwiazda 1914 - Krzyż Komandorski Orderu Łaźni (1919) - Medal Wojenny Brytyjski - Medal Zwycięstwa - Krzyż Komandorski z Gwiazdą Orderu Łaźni (1933) - Krzyż Wielki Orderu Wiktoriańskiego (1937) - Krzyż Wielki Orderu Łaźni (1939) - Krzyż Wielki Orderu św. Olafa (Norwegia, 1942) | - Krzyż Wielki Orderu Odrodzenia Polski (Polska, 1942) - Order Zasługi (1943) - Gwiazda Atlantyku - Gwiazda za Wojnę 1939–1945 - Medal Wojny 1939–1945 - Medal Marynarki Wojennej za Wybitną Służbę - Krzyż Wielki Orderu Legii Honorowej (Francja) - Złote Promienie ze Wstęgą Orderu Wschodzącego Słońca (Japonia) |